# Alps Marítims (província romana)
Els Alps Marítims (en llatí Alpes Maritimae, en grec antic Ἄλπεις παράλιοι 'situats vora el mar', o παραθαλάσσιοι 'costaners') eren una serralada anomenada així segurament des d'un període molt antic, que toca al mar Tirrè entre Marsella (Massàlia) i Gènova (Genua). Alguns autors deien que el seu límit era el Monoeci Portus (Mònaco), ja que en un turó a sobre seu es va aixecar el Trofeu dels Alps, que celebrava la victòria de l'emperador August sobre les tribus alpines. Estrabó considera que els Alps marítims resseguien tota la costa de Ligúria fins a Vada Sabata. En èpoques posteriors es va acceptar aquesta descripció d'Estrabó, ja que els Ingauns i els Intemelis, tribus lígurs, eren considerades tribus alpines.
Des de Vada Sabata fins al riu Var, les muntanyes descendeixen gairebé fins a la vora del mar, però des d'aquest punt, remunten cap al nord, i la cadena muntanyosa segueix pujant fins a arribar als Alps Penins.
En un període posterior, cap a l'any 290, es va convertir en una província romana governada per un procurator, un càrrec que anava lligat a l'administració financera. El territori ocupava una extensió més gran que a l'antiguitat, ja que es va estendre cap al nord i cap al nord-oest, i la capital de la província estava situada a Ebrodunum (Ambrun).